# بيت أدريان
بيت أدريان (بالإنجليزية: Pete Adrian)‏ هو مدير فني أمريكي، ولد في 11 أغسطس 1948 في Brilliant, Ohio ‏ في الولايات المتحدة.